# Mont Tom (Nouvelle-Écosse)
Pour l’article homonyme, voir Mont Tom.
Le mont Tom (anglais : Mount Tom) est un sommet de la Nouvelle-Écosse situé dans le comté d'Annapolis, au Canada. Avec ses 180 m d'altitude, il est le plus haut sommet du parc national de Kejimkujik.